# Antonio Maria Ciocchi del Monte
Antonio Maria Ciocchi Del Monte (Monte San Savino, 1462 - Roma, 20 de septiembre de 1533) fue un jurista y eclesiástico italiano.

## Biografía

### Primeros años
Nacido en la Toscana, fue hijo de Fabiano Ciocchi, que había cambiado su apellido a Del Monte tras establecerse en Monte San Savino; tanto su padre como su hermano Vincenzo (padre de Julio III) eran afamados jurisconsultos en Roma, y al igual que ellos, Antonio estudió leyes, tomando después el estado eclesiástico. Su talento en el desempeño de la jurisprudencia le valió el ascenso durante los pontificados de Inocencio VIII y Alejandro VI, siendo nombrado prepósito de la Catedral de Arezzo, auditor de la Rota Romana, rector de la iglesia de Sant'Agnese en Arezzo, preboste de la de San Luciano cerca de Monte San Savino, juez del tribunal de la Rota por los territorios que César Borgia dominaba en la Romaña y gobernador general de los mismos, y protonotario apostólico.

### Episcopado
Electo obispo de Città di Castello en 1503, no pudo tomar posesión de la sede hasta dos años después, ya que su antecesor Giulio Vitelli la había mantenido por la fuerza tras su destitución por Alejandro VI, y sólo la entregó cuando el nuevo papa Julio II amenazó con dictar un entredicho contra la ciudad y envió al cardenal Ferrero como legado. 
Recibió la consagración en la iglesia de San Pietro in Vincoli en enero de 1506 por el obispo de Castro Tito Veltri di Viterbo, asistido por el de Muro Lucano Nicola Antonio de Piscibus y por el de Ferentino Francesco Filipperi. Al mes siguiente fue promovido al arzobispado de Manfredonia, que mantuvo hasta 1511.

### Cardenalato
Julio II le creó cardenal en el consistorio celebrado el 10 de marzo de 1511, con título de San Vital, aunque a lo largo de su carrera optó sucesivamente por los de Santa Práxedes, Santa Cruz de Jerusalén, Albano, Frascati, Palestrina, Sabina y Porto. 
En su dignidad cardenalicia participó en los cónclaves de 1513, 1521 y 1523 en que fueron elegidos papas León X, Adriano VI y Clemente VII; fue cardenal protector de la Orden de los siervos de María, camarlengo del colegio cardenalicio en 1516-17 y administrador en distintos periodos de las diócesis de Pavía, Novara, Rimini, Cajazzo y Alatri. 
Intervino en el proceso seguido contra los cardenales Bernardino López de Carvajal, Francisco de Borja, René de Prie y Guillaume Briçonnet, que habían convocado el concilio cismático de Pisa, y en la organización del V concilio de Letrán que se le opuso; en la causa seguida contra los cardenales Alfonso Petrucci y Bandinello Sauli por el intento de asesinato contra León X; en el apoyo que el emperador Carlos V solicitó de la Santa Sede para la defensa de la fe católica contra la Reforma Protestante en el Sacro Imperio Romano Germánico; y en el divorcio de Enrique VIII de Inglaterra y Catalina de Aragón. También desempeñó varias legaciones papales en el contexto de las guerras italianas que por aquellos años llenaron la vida política italiana.

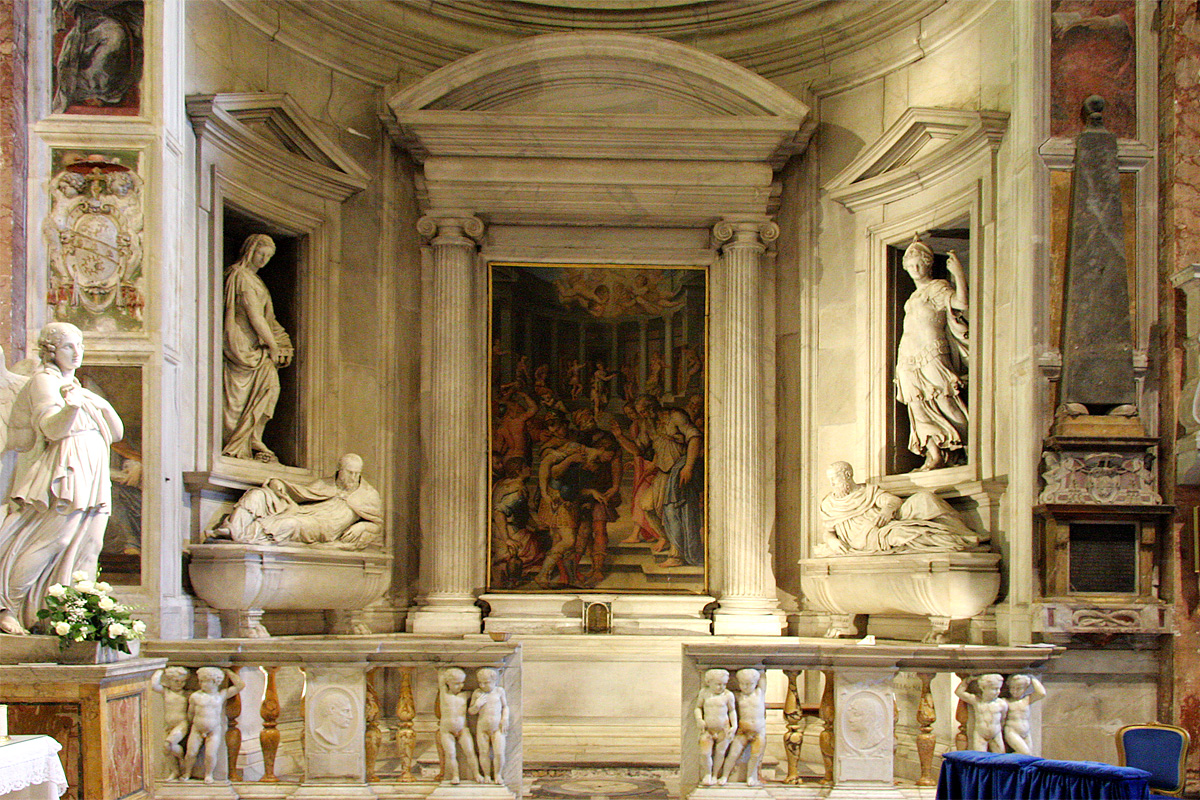
Capilla de los Monti, en San Pietro in Montorio. A ambos lados de La conversión de San Pablo, las figuras yacentes de Antonio y Fabiano del Monte, bajo las estatuas que representan la Justicia y la Religión.

Fallecido en Roma en 1533 a los 72 años de edad, fue sepultado en la iglesia de San Pietro in Montorio, donde en 1550 su sobrino Giovanni Maria mandó edificar una capilla familiar obra de Giorgio Vasari con esculturas de Bartolomeo Ammannati.